# Zhang Xiaoping
Zhang Xiaoping (em chinês simplificado: 张 小平, pinyin: Zhāng Xiǎopíng, Xilinhot, 1 de abril de 1982) é um boxista chinês que representou seu país nos Jogos Olímpicos de Verão de 2008, realizados em Pequim. Competiu na categoria meio-pesado onde conseguiu a medalha de ouro após vencer a luta final contra o irlandês Kenneth Egan por pontos (11–7).